# Charles de Freycinet
Pour les articles homonymes, voir Freycinet.
Pour les autres membres de la famille, voir Famille de Saulces de Freycinet.
 (août 2023).
 (août 2023).
Charles de Freycinet, né le 14 novembre 1828 à Foix (Ariège) et mort le 14 mai 1923 à Paris, est un homme d'État, écrivain et ingénieur français.

## Biographie

### 1828-1852 - Enfance et études
Charles de Freycinet est le fils de Casimir Frédéric de Saulces de Freycinet (1786-1862), botaniste puis directeur des impôts indirects à Montauban, et d'Anne Nancy Malet (1791-1871).
Élève du Collège royal à Toulouse, il étudie à l'École polytechnique à partir de 1846, puis à l’École des mines de Paris le 28 octobre 1848, est diplômé le 27 avril 1852 et devient à cette date ingénieur ordinaire de 3e classe.

### 1852-1862 - Premiers postes
Il commence sa carrière professionnelle dans l'administration des Travaux publics.
En 1852 il est chargé du sous-arrondissement minéralogique de Mont-de-Marsan.
En 1854 il est muté au sous-arrondissement minéralogique de Chartres tout juste délimité.
En 1855, il est nommé au sous-arrondissement minéralogique de Bordeaux et attaché au service de contrôle et de surveillance des chemins de fer du Midi.
En février 1858, il est mis sur sa demande en congé illimité et autorisé à passer au service de la compagnie concessionnaire des chemins de fer du Midi. Il est chef de l’exploitation de la Compagnie des chemins de fer du Midi jusqu'en 1862.
Pendant son séjour à Bordeaux, il épouse Jeanne Alexandrine Bosc. Une fille unique Anne Cécile naît le 5 novembre 1859.

### 1862-1868 - Missions à l'étranger et élection au conseil général du Tarn-et-Garonne
Du 1er décembre 1862 jusqu'à 1868, il conduit une mission spéciale d'étude sur la prévention des risques industriels et l'amélioration de la protection des travailleurs.
Parallèlement, il devient membre du conseil général du département de Tarn-et-Garonne pour le canton de Nègrepelisse. Il reste membre de ce conseil jusqu'en octobre 1871.

### 1868-1870 - Commissions sur l'inspection du travail des enfants et la décentralisation
Le 7 décembre 1868, il est désigné comme secrétaire-adjoint de la commission supérieure relative à l'inspection du travail des enfants dans les manufactures.
Le 5 avril 1870, il est nommé membre du conseil supérieur de l'enseignement technique.

### 1870-1871 - Guerre franco-allemande
Il devient collaborateur de Gambetta et est nommé délégué du ministre auprès du département de la guerre.

### 1871-1876 - Retour à la vie civile
Après la guerre, il échoue aux élections législatives à Paris en 1871. Il participe au journal La République française de Gambetta. Le 1er décembre 1871, il est nommé membre du comité consultatif des arts et manufactures. Le 12 septembre 1872, il est mis sur sa demande en congé illimité du corps des mines et œuvre au sein de la compagnie des forges de Buglosse (Landes).

### 1876-1877 - Sénateur
Il est élu sénateur de la Seine aux élections sénatoriales française de 1876, mandat qu'il conserve jusqu’au 11 janvier 1920 (réélu les 8 janvier 1882, 4 janvier 1891, 28 janvier 1900 et 3 janvier 1909).

### 1877-1879 - Ministre des Travaux publics
Il est nommé ministre des Travaux publics le 13 décembre 1877 dans le cinquième gouvernement présidé par Jules Dufaure puis dans le gouvernement William Henry Waddington.
Son nom est alors attaché à un programme, dit plan Freycinet. Il contribue également à la modernisation des voies fluviales.
Pour l'historien Pierre-Cyrille Hautcœur, le programme « plus grand programme d’infrastructures du XIXe siècle » a permis à la France de rattraper son retard ferroviaire, a assuré sa croissance et l’adhésion au régime républicain.

### 1879-1880 Gouvernement Charles de Freycinet
Il est ensuite à quatre reprises président du Conseil (28/12/1879-19/09/1880 ; 30/01/1882-07/08/1882 ; 07/01/1886-05/12/1886 et 17/03/1890-27/02/1892).
Il est appelé pour la première fois à cette fonction par Jules Grévy le 28 décembre 1879 et cumule la présidence du conseil et le ministère des Affaires étrangères

#### Président du conseil
Le 16 janvier 1880, il prononce devant le Sénat une communication qui résume la politique que souhaite mener son gouvernement qui s'inscrit dans la continuité de la politique « prudente et mesurée » du gouvernement précédent, favorisant l'unité des fractions républicaines, en évoquant comme priorités l'Instruction publique, la réforme de la magistrature, du personnel administratif, le droit de réunion, la liberté de la presse, l'exécution d'un vaste programme de travaux publics, le règlement du régime douanier, des lois militaires et le budget.
C'est durant ce gouvernement que sont prises des mesures de laïcité : la loi du 27 février 1880 excluant les ecclésiastiques du Conseil supérieur de l'instruction publique, celle du 18 mars excluant les établissements privés d'enseignement supérieur de l'appellation d'université et de la délivrance des grades universitaires, les décrets du 29 mars 1880 expulsant les congrégations les obligeant à quitter leurs instituts d’enseignement, tandis que les jésuites sont expulsés le 30 juin et le repos dominical institué en 1814 est supprimé le 12 juillet.
Il prononce à ce sujet un discours le 9 mars 1880 au Sénat pour défendre sa politique en matière d'Enseignement supérieur et le 25 juin 1880 un discours au Sénat sur la question des décrets du 29 mars concernant les congrégations.
Sur la même période sont également prises des décisions symboliques renforçant le sentiment républicain : le 14 juillet devient fête nationale (6 juillet), des Communards sont amnistiés(11 juillet) bien que Charles de Freycinet s'oppose en février à une amnistie de Louis Blanc, la devise Liberté, Égalité, Fraternité apparaît sur les frontons de toutes les institutions publiques françaises (14 juillet).
Le 19 août 1880, il prononce un grand discours-programme à Montauban après la victoire républicaine aux élections cantonales.
Le gouvernement est victime le 19 septembre d'une crise ministérielle sur la question de l'application des décrets du 29 mars sur les congrégations et Charles de Freycinet démissionne du ministère le 19 septembre. Sa démission est effective au 23 septembre 1880. Le 15 novembre 1880, il défend devant le Sénat sa position durant cette crise ministérielle.

#### Ministre des Affaires étrangères
Il signe comme ministre des Affaires étrangères le 28 janvier 1880 avec la Grande-Bretagne un Arrangement postal relatif à l'échange par la poste d'échantillons de marchandises avec la Grande-Bretagne ; le 20 février une convention relative à l'assistance judiciaire avec l'Allemagne ; le 17 mars un arrangement relatif au recouvrement par la poste des valeurs commerciales ou autres avec la Belgique, le 19 mars un arrangement postal relatif à l'intervention de la poste dans les abonnements des journaux et publications périodiques avec les Pays-Bas ; le 27 mars un arrangement relatif au recouvrement par la poste des quittances, factures, valeurs commerciales, etc. avec le Luxembourg ; le même jour une déclaration relative à la protection réciproque des marques de fabrique et de commerce avec le Luxembourg ; le 20 avril une circulaire aux représentants de la France à l'étranger, le 21 avril un arrangement postal relatif au recouvrement par la poste des effets de commerce avec les Pays-Bas ; le 19 mai un arrangement relatif aux poids et aux dimensions des paquets d'échantillons échangés par la poste avec le Luxembourg ; le 9 juin une convention relative à la protection réciproque des œuvres littéraires, scientifiques et artistiques avec le Salvador et le 16 juin une convention relative à la protection réciproque des œuvres littéraires, scientifiques et artistiques avec l'Espagne.
Il défend les choix budgétaires du gouvernement en matière d'Affaires étrangères devant la Chambre dans un discours du 18 juin 1880 et soumet des rapports le 18 septembre 1880 sur la réorganisation administrative du ministère des Affaires étrangères.

#### Autres activités
Il est élu par le canton de Beaumont et préside le conseil général du Tarn-et-Garonne à partir de la séance du 16 août 1880.

### 1880-1882 - Sénateur
Il préside la commission des Finances du Sénat, est rapporteur de celles examinant des projets de loi sur l'avancement dans l'armée et membre de celle sur la garantie des droits des citoyens.
En mai 1881, il est nommé président de la commission sénatoriale sur le projet de loi autorisant le président de la République à ratifier le traité conclu le 12 mai 1881 avec le bey de Tunis.
En juin 1881, il est nommé membre de la commission chargée d'examiner le projet de loi portant dérogation à la loi du 5 juillet 1844 sur les brevets d'invitation, à l'occasion de l'exposition internationale d'électricité, tenue à Paris en 1881.
N'ayant jamais démissionné du corps des mines, le jour où s'achève son 1er gouvernement, il devient ingénieur en chef des mines de 1re classe et est chargé d'une mission consistant dans l'étude des questions relatives à l'exploitation des chemins de fer en France et à l'étranger.
Le 11 juin 1881, il est nommé membre du conseil de l'Observatoire de Paris.
Il participe à la fondation de la Société nationale d'assistance pour les aveugles travailleurs en août 1881.
Le 27 novembre 1881, il est nommé président du bureau de l'association polytechnique (pour le développement de l'instruction populaire).
Il est réélu le 8 janvier 1882 lors des élections sénatoriales de 1882. Il se présente dans quatre circonscriptions et parvient à être élu dans chacune d'elles.

### 1882 Gouvernement Charles de Freycinet et élection à l'Académie des sciences

#### Président du conseil
Le 30 janvier 1882, il forme le gouvernement Charles de Freycinet 2. Comme durant son premier gouvernement, il cumule la présidence du conseil et le ministère des Affaires étrangères.
Ce gouvernement fait suite au « Grand ministère » de Léon Gambetta qui démissionne le 26 janvier 1882 en opposition à un vote de la Chambre en faveur d'une forte révision de la Constitution.
Au cours de la séance du 31 janvier 1882, il présente au Sénat le programme de son gouvernement. Celui-ci est basé sur une volonté de paix intérieure au pays et à l'extérieur avec pour priorités : l'application libérale des lois sur la presse et le droit de réunion ; la présentation de réformes de la liberté d'association, du système judiciaire, des institutions militaires et de la loi de 1867 sur les sociétés commerciales ; la poursuite de l’œuvre d’Éducation nationale ; la restriction des dépenses publiques ; la poursuite du programme de grands travaux ; le renouvellement des traités de commerce avec l'étranger et la généralisation parmi les travailleurs d'institutions de prévoyance et d'assistance. Par contre il indique qu'il ne souhaite nullement réformer la constitution et le régime électoral, ceci ne constituant pas une priorité les prochaines élections étant prévue dans trois ans. Ceci apparait comme une prise en compte des raisons qui ont fait chuter le précédent gouvernement
Il soutient alors Jules Ferry dans ses projets de laïcisation et d'instruction obligatoire. et le 28 mars 1882, est votée la loi Jules Ferry (obligatoire et laïque) sur l'école primaire.
Au cours de ce gouvernement, la France se retrouve impliquée dans la guerre des mahdistes au Soudan et dans la guerre anglo-égyptienne,. Durant la séance du 29 juillet 1882, la mise en minorité du gouvernement sur la question d'une intervention sur le canal de Suez entraîne sa démission le même jour. Charles de Freycinet défendra son action durant cette période dans un ouvrage en 1905. Sa démission est acceptée le 7 août 1882.

#### Ministre des Affaires étrangères
Simultanément ministre des Affaires étrangères, il signe différentes conventions et traités avec les pays européens, relatifs au commerce et au transport. Notamment avec l'Italie le 31 janvier 1882, avec les Pays-Bas les 2 février, 27 février et 24 mars, avec l'Espagne le 6 février, avec la Grande-Bretagne le 28 février, avec le Portugal le 6 mai. Il signe avec la Belgique un arrangement relatif aux dépôts faits à la Caisse d'épargne postale de France et à la Caisse générale d'épargne et de retraite de Belgique (31 mai 1882), un arrangement relatif au règlement de la vidange du bief de partage du canal de Pommeroeul à Antoing et une convention relative au rétablissement et à l'entretien des cours d'eau mitoyens non navigables ni flottables (22 juin 1882). Il signe avec la Suisse une convention relative à la garantie réciproque des marques de fabrique et de commerce, des noms commerciaux, des dessins et des modèles industriels, un traité de commerce, une convention relative à la protection réciproque des œuvres littéraires et artistiques, une convention relative aux rapports de voisinage et à la surveillance des forêts limitrophes et un traité d'établissement  
S'intéressant également au développement de l'empire colonial français en Afrique, il signe une convention de délimitation territoriale en Sierra Leone avec la Grande-Bretagne et durant son ministère il signe également des traités de protectorat étendant la colonie du Sénégal aux dépens du Balmadou, du Souna et du Pakao.

#### Membre de l'Académie des sciences
Durant ce mandat, il est élu membre libre de l'Académie des sciences le 8 mai 1882. Il le reste jusqu'à son décès en 1923.

### 1882-1885 - Sénateur
Sénateur, président du conseil général du Tarn-et-Garonne (en 1882), il préside au Sénat la commission chargée d'examiner le projet de loi relatif à un arrangement passé avec la Grande-Bretagne pour déterminer les limites des possessions respectives sur la partie de la côte occidentale d'Afrique située au nord de Sierra Leone, une autre chargée d'examiner un projet de loi sur la réorganisation des troupes de l'artillerie de l'armée active en vue de la formation d'une artillerie de forteresse, la commission chargée d'examiner un projet de loi ayant pour objet la suppression des enfants de troupe dans les régiments et la création de six écoles militaires préparatoires et la commission des Finances,. Il est membre des commissions examinant des projets de loi sur l'amélioration de la navigation en Charente, l'organisation des différents services en Tunisie, l'organisation de la juridiction française en Tunisie, rendant exécutoire en Algérie la loi sur les chemins de fer d'intérêt local et les tramways, examinant des crédits supplémentaires pour le service du Tonkin et un projet de loi sur les récidivistes.
Il fait partie du 7 octobre au 4 novembre 1882 d'une commission instituée au ministère des Travaux Publics pour résoudre les questions se rapportant aux chemins de fer.
Au 13 octobre 1882, il est membre et vice-président du conseil supérieur du commerce et de l'industrie.
Le 24 septembre 1883, il devient inspecteur général des mines de 2e classe.

### 1885-1886 - Ministre des Affaires étrangères
Il redevient ministre des Affaires Étrangères le 6 avril 1885 en remplacement de Jules Ferry au sein du gouvernement Henri Brisson 1.
Le 7 avril, il lit une déclaration devant le Sénat au nom du cabinet qui vient d'être formé, qui se présente comme un cabinet de conciliation, et se propose en matière d'Affaires étrangères, premièrement de conclure la question de la guerre franco-chinoise dont le déroulement vient de faire chuter le gouvernement Jules Ferry 2 et deuxièmement de garantir la situation générale de la France en Europe.

#### Afrique
Le 24 juin 1885, est publié un Rapport au Président de la République française sur l'organisation du protectorat en Tunisie.
Le 2 juillet 1885, est déposé devant le Sénat un projet de loi relatif au port de Mostaganem (Algérie).
Le 10 juillet 1885 est signé un traité de commerce et de navigation avec la République sud-africaine
Le 3 août 1885, est déposé un projet de loi portant approbation d'une convention et d'une convention additionnelle conclues le 5 février 1885 entre le Gouvernement de la République française et l'Association internationale du Congo pour la délimitation de leurs possessions respectives,.
Le 6 août 1885, est publiée une loi portant ouverture au ministre de la Marine et des colonies, au titre de l'exercice 1885, d'un crédit extraordinaire de 12 190 000 francs pour les dépenses occasionnées par les évènements de Madagascar (première guerre franco-malgache).

#### Asie
Le 8 avril est déposé un projet de loi avec le ministre de la Guerre et le ministre des Finances ouvrant au ministre de la Guerre et au ministre de la Marine et des Colonies, sur l'exercice 1885 d'un crédit supplémentaire de 150 000 000 francs pour le service du Tonkin.
Le 12 mai 1885, est dépose devant le Sénat un projet de loi destiné à autoriser le président de la République à ratifier le traité conclu à Hué le 6 janvier 1884 entre la République française et le royaume d'Annam. La loi est publiée au Journal officiel le 19 juin.
Le 16 mai 1885, est déposé devant le Sénat un projet de loi concernant l'ouverture au ministre de la Marine et des colonies sur l'exercice 1884, d'un crédit extraordinaire de 615 000 francs pour le câble télégraphique sous-marin du Tonkin et un projet de loi sur l'inscription parmi les voies et moyens du budget du même exercice de recettes relatives à l'exploitation de ce câble.
Le 4 juin 1885, est déposé devant le Sénat un projet de loi ayant pour objet d'autoriser le président de la République à ratifier la convention conclue à Phnom Penh le 17 juin 1884 entre le gouverneur de la Cochinchine agissant au nom de la République et le roi du Cambodge publiée au Journal officiel le 22 juillet.
Le 9 juin 1885, Charles de Freycinet fait une communication à la Chambre des députés touchant à la signature du traité de Tien-Sin qui met fin à la guerre franco-chinoise et est aussi amené à déposer le projet de loi permettant sa ratification.
Le 2 juillet 1885, est déposé devant le Sénat un projet de lois relatif à un arrangement entre la France et le Siam relatif à l'importation et à la vente de boissons.
Le 16 juillet 1885, est déposé devant le Sénat un projet de loi ouvrant au ministère de la Marine et des colonies un crédit extraordinaire de 500 000 francs comme subvention à la colonie de l'Inde française pour réparations des désastres causés par les inondations.

#### Europe
Le 12 mai 1885, il dépose devant le Sénat un projet de loi portant ouverture sur le budget 1884, d'un crédit extraordinaire de 30 000 francs destiné à désintéresser les héritiers Thingir-Oglou à raison d'une créance hypothécaire sur le palais d'été de l'ambassade de France à Constantinople.
Le 4 juin 1885, est déposé le même jour un projet de loi autorisant le président de la République à ratifier la Convention conclue à Londres le 18 mars 1885 entre l'Allemagne, l'Autriche-Hongrie, la France, la Grande-Bretagne, l'Italie et la Russie,.
Le 25 juin 1885, est déposé devant le Sénat un projet de loi portant approbation d'une convention conclue le 14 mai 1884 entre la France et l'Espagne sur l'assistance judiciaire.
Le 2 juillet 1885, est déposé devant le Sénat un projet de loi relatif à un traité de navigation avec l'Autriche-Hongrie.
Le 2 juillet 1885, est déposé devant le Sénat un projet de loi relatif à une convention de commerce avec les Pays-Bas,.
Le 18 juillet 1885, est déposé devant le Sénat un projet de loi tendant à imposer aux produits roumains importés en France des droits de douane pouvant s'élever jusqu'à 50 pour cent de la valeur.
Le 20 juillet 1885, Charles de Freycinet ouvre une conférence monétaire entre la France, la Belgique, la Grèce, l'Italie et la Suisse,.
Le 22 juillet 1885 est publiée une loi portant approbation de la convention signée à Paris le 23 août 1884 entre la France et le Luxembourg pour le raccordement de chemins de fer entre les deux pays,.
Le 3 août 1885, est déposé un projet de loi portant approbation de l'acte général d'une conférence à Berlin
Le 6 août, il signe une convention relative à la répression des infractions en matière de chasse avec la Belgique
le 16 septembre, il signe une convention postale relative à l'échange des mandats postaux entre la France et l'île de Malte avec la Grande-Bretagne.

#### Moyen-Orient
Le 5 mai 1885, est publiée une convention du 23 avril pour l'échange de mandats de poste entre la France et la Perse.

#### Autres réalisations
Le 11 juin 1885, il dépose un projet de loi ayant pour objet d'interdire la pêche aux étrangers dans les eaux territoriales de la France et de l'Algérie.
Le 24 octobre 1885 il rend un rapport au président de la République pour le renvoi de deux ministres plénipotentiaires MM Charles-Alfred Roy de Puyfontaine et Tony Conte.

#### Candidature à l'élection présidentielle
Il est candidat à l'élection présidentielle de 1885, sans succès, battu par Jules Grévy. Les résultats de l'élection par l'Assemblée nationale sont proclamés au cours de la séance du 28 décembre.

### 1886 Gouvernement Charles de Freycinet

#### Président du conseil
À la suite de ce gouvernement Jules Grévy rappelle Freycinet à la présidence du conseil du 7 janvier 1886 au 5 décembre 1886 (gouvernement Freycinet 3). Il assume en même temps la charge de ministre des Affaires étrangères. Parmi les ministres nommés se trouve, grâce au soutien de Clemenceau, le général Georges Boulanger qui en tant que ministre de la Guerre y acquiert une très grande popularité favorisant la montée du Boulangisme.
C'est Charles Demôle garde des sceaux qui présente devant le Sénat le programme de ce gouvernement au cours de la séance du 16 janvier 1886. Il prône une unité des fractions républicaines et une politique prudente avec pour priorités : ramener l'ordre et la discipline dans l'administration, traiter la question des relations entre les églises et l’État, rétablir l'équilibre du budget, adopter une politique extérieure pacifique avec l'arrêt des expéditions coloniales et l'organisation des protectorats de l'Annam, du Tonkin et de Madagascar, la prise de mesures sur le sort des travailleurs, de lois militaires, de lois d'enseignement, l'amélioration des conditions de vie des instituteurs, la révision de la procédure civile et criminelle et la réduction des frais de justice.Cette déclaration-programme fait l'objet d'un affichage public.
Le cabinet de Charles de Freycinet élabore la loi d'exil du 22 juin 1886, expulsant les prétendants au trône de France ainsi que leurs fils aînés se trouvant sur le sol français, et interdisant aux membres des familles ayant régné en France de servir dans l'armée française.
Le 6 décembre 1886, le vote par la Chambre d'un amendement de Jean-Claude Colfavru et Raoul Duval pour la suppression des sous-préfectures entraîne la démission du gouvernement effective avec la nomination du ministère Goblet le 11 décembre.

#### Ministre des Affaires étrangères
Comme ministre des Affaires étrangères, le 15 janvier et le 31 mai 1886 des déclarations portant modification d'un traité de délimitation territoriale entre la France et les Pays-Bas ; le 5 juin un acte additionnel au traité d'amitié, de commerce et de navigation avec la République dominicaine et le 18 juin une convention postale relative à l'échange des colis postaux sans déclaration de valeur avec la Grande-Bretagne.

#### Autres activités
Il est nommé inspecteur général de 1re classe des mines au cours de ce mandat, le 19 mars 1886.

### 1886-1888 - Sénateur
Il préside au Sénat la Commission chargée d'examiner le projet de loi Organique militaire concernant le recrutement, participe à celles sur la création de régiments de cavalerie, la suppression d'un escadron et un projet de loi modifiant l'organisation de l'infanterie
Il est membre de la commission des finances,,, ainsi que de commissions d'intérêt local examinant des projets de loi autorisant des villes à contracter des empruntset de la commission examinant un projet de loi pour des encouragements au pêches maritimes
Il est nommé du 12 octobre au 15 novembre 1887, membre du comité d'organisation de l'exposition rétrospective du travail et des sciences anthropologiques (section IV - Moyens de transport).
Il est battu par Sadi Carnot à l'élection présidentielle française de 1887 par l'Assemblée nationale au cours de la séance du 3 décembre 1887. Ce deuxième échec fait naître l'idée que son appartenance au protestantisme a constitué un handicap significatif pour les grands électeurs, à une époque où le concordat est toujours en vigueur.

### 1888-1890 - Ministre de la Guerre
Il est le premier civil à devenir ministre de la Guerre le 3 avril 1888 au cours des gouvernements Charles Floquet et Pierre Tirard 2.
Alors que Charles de Freycinet est ministre de la Guerre, il se trouve confronté aux tensions du boulangisme du nom du général Boulanger qu'il avait lui-même nommé ministre de la Guerre en 1886.
Il réduit par la loi Freycinet du 15 juillet 1889 le service militaire à trois ans (au lieu de cinq). Il crée l’état-major général et modernise l’équipement militaire en favorisant l'adoption par l’armée du fusil Lebel.
En février 1890, débute la première guerre du Dahomey.

### 1890-1892 Gouvernement Charles de Freycinet et Académie française

#### Président du conseil et ministre de la guerre
Il conserve le poste de ministre de la Guerre quand il est appelé le 17 mars 1890 pour la quatrième fois à la présidence du conseil jusqu'au 27 février 1892.
Le garde des sceaux Armand Fallières présente le programme du gouvernement au Sénat au cours de la séance du 18 mars 1890. Celui-ci pose pour priorités la défense des institutions républicaines, des œuvres démocratiques, l'union des fractions républicaines, le renouvellement des bases du régime douanier et la renégociation de traités de commerce et le vote de lois pour le développement de l'assistance, de la prévoyance et de l'esprit de mutualité en faveur des travailleurs.
La première guerre du Dahomey se poursuit et voit l'instauration d'un protectorat français.
En août 1890 est signée une convention franco-britannique, la France reconnait le protectorat anglais sur Zanzibar, le Royaume-Uni celui de la France sur Madagascar entérinant les résultats de la première expédition. En novembre l'Allemagne fait de même contre la reconnaissance de ses droits sur l'Afrique orientale allemande.
Au cours de la séance parlementaire du 18 février 1892 s'engage une crise ministérielle qui fait chuter le gouvernement faute de majorité sur la question de la loi sur les associations.

#### Autres activités
Charles de Freycinet est élu membre de l'Académie française le 11 décembre 1890, où il est reçu le 10 décembre 1891 au fauteuil de M Émile Augier par Octave Gréard. Émile Picard lui succèdera en 1926 et rédigera suivant la tradition un discours en son honneur.
Il est réélu le 4 janvier au cours des élections sénatoriales françaises de 1891.

### 1892-1893 - Ministre de la Guerre
Il est ministre de la Guerre au cours des gouvernements Émile Loubet et Alexandre Ribot.
En juillet 1892 s'engage la seconde guerre du Dahomey.
Une convention d'alliance franco-russe est signée le 17 août 1892,
Le 19 novembre 1892, La Libre Parole, qui a révélé le scandale de Panama, dénonce M. de Freycinet comme l'un des possibles bénéficiaires et le 17 décembre le Figaro indique de supposées collusions avec Cornelius Herz. Il se défendit à chaque fois de ces accusations mais celles-ci auraient participé de sa démission du gouvernement Ribot le 11 janvier 1893, et entraîné un certain éloignement du pouvoir.

### 1893-1898 - Sénateur
Toujours sénateur, il préside au Sénat la commission chargée d'examiner un projet de loi ayant pour objet d'autoriser le Gouvernement à consentir à une nouvelle prorogation de la réforme judiciaire en Égypte, la commission chargée d'examiner un projet de loi relatif à l'assainissement de Paris et de la Seine, la commission chargée d'examiner un projet de loi ayant pour objet de déclarer d'utilité publique les travaux à exécuter par la ville de Paris sur les eaux des sources dites des vallée du Loing et du Lunain, la commission chargée d'examiner une proposition de loi concernant la constitution de compagnies privilégiées de colonisation et la commission de l'Armée (1894-1898),,,,,,,,,,.
Par décret du 13 décembre 1893, il est à mis à la retraite comme inspecteur général de 1re classe des mines.

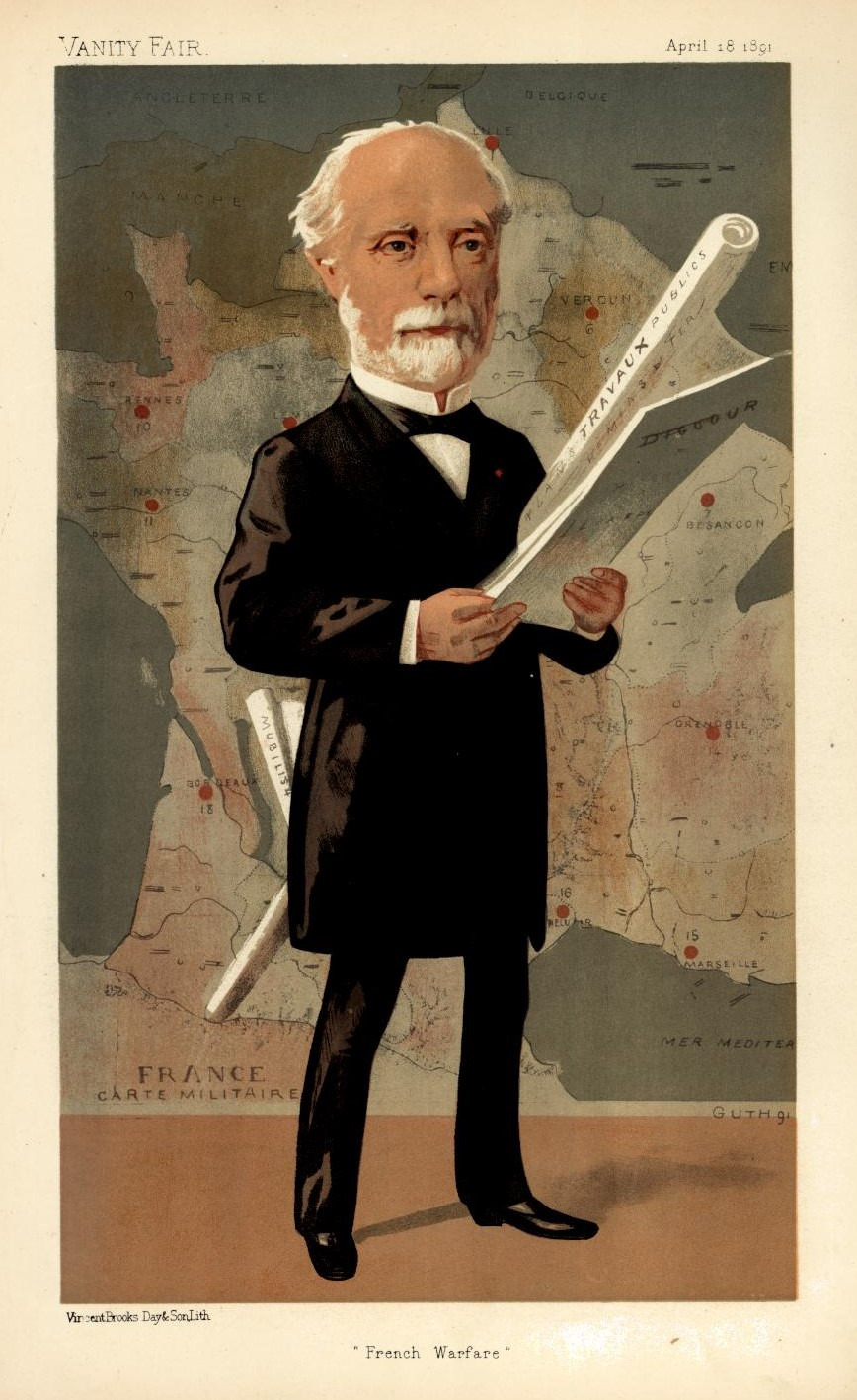
Charles de Freycinet caricaturé en 1891.

### 1898-1899 - Ministre de la Guerre
Il retrouve le ministère de la Guerre le 1er novembre 1898 dans les gouvernements Charles Dupuy 4 et 5. Il y fait adopter le canon de 75 mm modèle 1897. Se refusant d'entrer en conflit avec l'armée sur la question de l'affaire Dreyfus, Freycinet temporise et, selon Bertrand Joly, « quoique probablement convaincu de l’innocence de Dreyfus, Freycinet va totalement manquer d’énergie face à son entourage militaire et finira par démissionner (5 mai 1899),.
Il dépose des projets de loi et signe des décrets modifiant le service militaire, les fortifications, l'organisation des régiments de zouaves et des régiments de tirailleurs algériens, et ouvrant des crédits pour le perfectionnement du matériel d'armement et réinstallation de services militaires.
Durant ce ministère se dénoue la crise de Fachoda débutée avec l'Angleterre le 18 septembre.
Il démissionne le 5 mai 1899 après une séance agitée du même jour à la Chambre des Députés sur la question de la suspension du cours du dreyfusard Georges Duruy à l’École polytechnique. Cette démission est rendue officielle le lendemain.

### 1899-1915 - Sénateur
Il retrouve après ce passage au gouvernement, la présidence de la commission de l'Armée du Sénat,, qu'il dirige toujours au moment de l'entrée en guerre,. Il préside également la commission des affaires étrangères, celle des voies navigables, et celle en charge d'examiner un projet de loi pour la construction au port de Dunkerque d'une cinquième darse.
Il est réélu le 28 janvier aux élections sénatoriales françaises de 1900, ainsi que le 3 janvier aux élections sénatoriales françaises de 1909.
Il est président d'honneur du deuxième congrès national du froid à Toulouse du 23 au 25 septembre 1912.
À la fin de l'année 1914, il est élu directeur du bureau de l'Académie française,.
En janvier 1915, il est président de la commission supérieure consultative du service de santé militaire nouvellement créée au sein du ministère de la guerre,,
En 1915, il est membre d'honneur du comité de patronage de la Revue des questions coloniales et maritimes.
Il collabore au magazine La Grande Guerre par les Grands Écrivains,.

### 1915-1916 - Ministre d'État sans portefeuille
Il est ministre d’État le 29 octobre 1915 dans le Gouvernement Aristide Briand (5) jusqu'au 12 décembre 1916. Il aurait décliné à cette occasion l'offre du poste de vice-président du conseil. Il a son cabinet à la présidence du Conseil, au quai d'Orsay.
Le 31 octobre, il déclare que le gouvernement qui s'est constitué a comme unique programme l'union entre les Français et devait être le premier à donner l'exemple de l'union et de la concorde.
Il est alors un temps envisagé de lui confier une mission diplomatique en Perse.
Il fait partie du Conseil supérieur de la Défense nationale, du comité de l'œuvre des Amis de la France pour entretenir des relations permanentes entre les nations alliées et amies et il est membre du Comité des Conférences nationales.
Une circulaire recommande de lire dans les classes son discours à Ville-d'Avray du dimanche 21 mai 1916 prononcé à l'occasion d'une cérémonie en l'honneur de la mémoire de Gambetta,.
Il réalise un voyage de villégiature en Suisse, à Yverdon-les-Bains, en juin 1916,.
Il démissionne le 12 décembre 1916 à l'occasion d'une crise ministérielle qui donne lieu à un resserrement du gouvernement et la constitution de gouvernement Aristide Briand (6).

### 1916-1920 - Sénateur
À son départ du ministère, il ne retrouve pas au Sénat la présidence de la commission de l'Armée. Il est membre de celle chargée d'examiner un projet de loi relative au casier judiciaire
Il fait partie de la commission des Affaires étrangères lors de la négociation des traités de paix,,,.
Il fait don en décembre 1916 d'une souscription de 40 000 francs au Comité du Secours national.
Le 11 janvier, il ne se représente pas aux élections sénatoriales françaises de 1920.

### 1920-1923 - Retrait de la vie politique et décès
Retiré de la vie politique, il continue à participer aux travaux de l'Académie,. Il décède le 14 mai 1923 sur la déclaration de Justin de Selves, et est inhumé au cimetière de Passy (Paris) le 19 mai 1923,,.

## Distinctions

### France
- Chevalier de la Légion d'honneur (13 août 1865)[201]
- Officier de la Légion d'honneur (8 août 1870)[202]

### Perse
- Grand cordon et plaque de l'ordre du Lion et du soleil de Perse (1882)[203]

## Résidences
- 21 allée de Chartres, Bordeaux (au jour de son mariage, le 8 septembre 1858)[21]
- 10 rue d'Aviau, Bordeaux (au jour de la naissance de sa fille, le 5 novembre 1859[13] et encore au recensement de 1861[204] et en 1862[205])
- Hôtel particulier 123 rue de la Faisanderie (16e arrondissement de Paris).
- Quelques années avant son décès, il envisagea d'acquérir le château familial des Freycinet dans le village de Saulces mais y renonça[206]

## Surnom

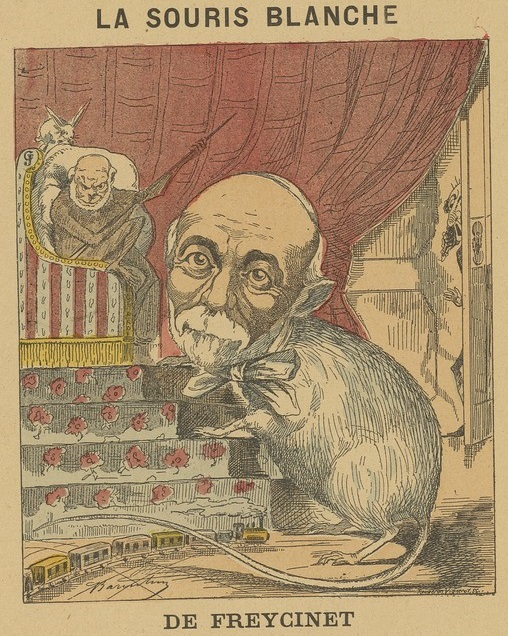
Caricature par Barentin (La Ménagerie républicaine, 7 août 1889).

Jules Simon lui attribue le surnom de « souris blanche » qui est repris dans la presse,,,,,,.

## Hommages

### Prix de Freycinet
En 1928, l'Académie française est autorisée à accepter le legs fait par Mme Jeanne Bosc, veuve de Charles de Freycinet de 250 000 francs pour l'attribution chaque année à des personnes pauvres des prix destinés à récompenser des actes de piété filiale, de courage et de dévouement.
Mme Bosc lègue également 250 000 francs pour venir en aide à des savants, dont les ressources seraient insuffisantes pour leur permettre de poursuivre leurs études scientifiques ou encourager des recherches et des travaux profitables à la santé ou au progrès.
Ces legs porteront le nom de Fondation Charles-Louis de Saulses de Freycinet,.

### Odonymes
Liste des communes où l'on peut trouver une voie publique portant le nom de Charles de Freycinet :
- Asnières-sur-Seine
- Cahors.
- Foix, Place de Freycinet, jouxtant sa maison natale où en 1922 est votée la pose d'une plaque commémorative[217].
- Lagny-sur-Marne
- Saint-Étienne, quartier Saint-François.
- Saint-Lô[218]
- Talence.

Il existe au mus'X de l’École Polytechnique, un espace Freycinet.

## Archives et patrimoine
Le mobilier de bureau, les médailles, les archives ainsi qu'un buste (par Henri Coutheillas) de Charles de Freycinet ont été légués en 1927 à l’École Polytechnique par sa fille Cécile restée sans descendance.

## Publications
- Étude géologique sur le bassin de l'Adour (avec M Henri Crouzet, ingénieur des Ponts-et-Chaussées) (1853)[222],[223]

- Rapport présenté au conseil général des Landes par l'ingénieur des mines (29 juillet 1853)[224]
- Un nouveau système de signaux électriques proposé par M Gustave Marqfoy, rapport de MM les ingénieurs du contrôle d'exploitation des chemins de fer du Midi à son son excellence M le ministre de l'Agriculture, du Commerce et des Travaux publics (auteurs Charles de Freycinet et Philippe-Ambroise Duvignaud-Rempnoulx) (1858)[225]

- Traité de mécanique rationnelle (1858)[226]
- De l'analyse infinitésimale (1860 ; 1881)[227]
- Des pentes économiques en chemin de fer (1861)[228]
- Rapport à son excellence M le ministre de l'Agriculture, du Commerce et des Travaux publics sur l'assainissement des fabriques ou des procédés d'industries insalubres en Angleterre (1864)[229]
- Rapport à son excellence M le ministre de l'Agriculture, du Commerce et des Travaux publics sur l'assainissement industriel et municipal dans la Belgique et la Prusse Rhénane (1865)[230]
- A MM. les membres du Conseil supérieur du commerce, de l'agriculture et de l'industrie. Projet de modifications aux statuts de la Banque de France (1865)[231]
- Rapport à son excellence M le ministre de l'Agriculture, du Commerce et des Travaux publics sur l'assainissement industriel et municipal de la France (1866)[232],[233]
- Rapport à son excellence M le ministre de l'Agriculture, du Commerce et des Travaux publics sur l'emploi des eaux d'égout de Londres (1867)[234]
- Rapport à son excellence M. le Ministre de l'Agriculture, du Commerce et des Travaux Publics, sur la réglementation du travail des enfants et des femmes dans les manufactures de l'Angleterre (1867)[235]
- Mémoire sur la papeterie d'Essonne rédigé à la demande de M. le syndic de la faillite (5 avril 1867)[236]
- Rapport supplémentaire à son excellence M le ministre de l'Agriculture, du Commerce et des Travaux publics sur l'assainissement industriel et municipal en France et à l'étranger (1868)[237]
- Emploi des eaux d'égout en agriculture d'après les faits observés en France et à l'étranger (1869)[238]
- Mémoire sur les sépultures dans leur rapport avec la salubrité publique (1869)[239].
- Principes de l'assainissement des villes (1870)[240]
- Traité d'assainissement industriel (1870)[241],[242]
- La guerre en province pendant le siège de Paris 1870 - 1871 (Précis historique) (1872)[243],[244]
- Rapport fait au nom de la Commission chargée d'examiner le projet de loi sur l'administration de l'armée, par M. de Freycinet (séance du 31 juillet 1876)[245]
- Rapport d'une sous-commission du comité consultatif des arts et manufactures au ministère de l'agriculture et du commerce, sur l'admission temporaire des fontes (avec M. Raimond) (1877)[246]
- Rapport au Président de la République française relatif à l'institution de commissions régionales en vue de l'achèvement du réseau des chemins de fer d'intérêt général du 2 janvier 1878 (1878)[247]
- Rapport au Président de la République française sur la création de commissions chargées d'étudier le réseau complémentaire et voies de navigation du 15 janvier 1878 (1878)[248]
- Rapport au Président de la République française sur la création d'un conseil supérieur des voies et communications et d'un comité consultatif des chemins de fer le 31 janvier 1878 (1878)[249]
- Rapport au Président de la République française sur la création d'une septième commission régionale des voies de communication en Algérie le 12 février 1878 (1878)[250]
- Rapport au Président de la République française sur l'organisation du service des chemins de fer le 25 février 1878 (1878)[251]
- Discours prononcé par M. C. de Freycinet (sur la question des chemins de fer) à la Chambre des députés, le 14 mars 1878 (1878)[252],[253]
- Rapport au Président de la République française sur l'institution à Douai d'une école pratique destinée à former des maîtres-ouvriers mineurs le 22 mars 1878 (1878)[254]
- Discours prononcé par M. C. de Freycinet (sur la question des chemins de fer) à la Chambre des députés, le 29 mars 1879 (1879)[255],
- Rapport au Président de la République française sur la nomination d'un second vice-président du conseil supérieur des voies de communications le 3 avril 1878 (1878)[256]
- Rapport au Président de la République française concernant les travaux des commissions régionales instituées en vue de préparer l'achèvement des voies ferrées et des voies navigables le 27 avril 1878 (1878)[257]
- Discours prononcés par M. C. de Freycinet... au Sénat, les 8, 9 et 10 mai 1878 (1878)[258]
- Rapport au Président de la République française relatif à l'institution d'une commission supérieure des bâtiments civils et palais nationaux le 25 mai 1878 (1878)[259]
- Rapport au Président de la République française relatif à l'organisation administrative et financière des chemins de fer rachetés et provisoirement exploités par l’État le 26 mai 1878 (1878)[260]
- Rapport au Président de la République française sur l'institution d'une commission supérieure pour l'aménagement des eaux le 4 septembre 1878 (1878)[261]
- Discours à Boulogne-sur-Mer à l'occasion de la pose de la première pierre du port en eau profonde le 10 septembre 1878 (1878)[262]
- Discours au banquet offert aux ministres des travaux publics et des finances par le conseil municipal de Dunkerque après la visite du port le 11 septembre 1878 (1878)[263]
- Discours à Denain et à Douai le 14 septembre 1878 (1878)[264]
- Discours au banquet qui lui est offert à la Rochelle le 24 septembre 1878 (1878)
- Discours au banquet qui lui est offert à Nantes le 25 septembre 1878 (1878)[265]
- Discours aux banquets qui lui est offert à Bordeaux les 25 et 26 septembre 1878 (1878)[266]
- Rapport au président de la République française relatif à la réorganisation du conseil général des ponts et chaussées le 19 décembre 1878 (1878)[267]
- Rapport au président de la République française relatif à l'organisation d'un corps d'ingénieurs auxiliaires des ponts et chaussées le 20 décembre 1878 (1878)[268]
- Discours prononcé par M. C. de Freycinet (sur la question des chemins de fer) au Sénat, le 11 juillet 1879 (1879)[269],[270]
- Rapport adressé par M. C. de Freycinet, ministre des Travaux publics, au Président de la République, le 28 décembre 1879 (1879)[271]
- Discours à la 14e assemblée générale de la société amicale de secours des anciens élèves de l’École Polytechnique le 11 janvier 1880 (1880)[272]
- Communication à la Chambre des députés sur la politique du gouvernement, le 16 janvier 1880 (1880)[273]
- Rapport au Président de la République sur l'administration centrale du ministère des Affaires étrangères le 23 janvier 1880 (1880)[274]
- Discours prononcé à la Chambre des députés sur la question de l'amnistie plénière, le 12 février 1880 (1880)[275],[276]
- Discours et déclarations de M. C. de Freycinet... dans les séances du Sénat des 9 et 15 mars et dans la séance de la Chambre des Députés du 16 mars 1880 (1880)[29]
- Discours au Sénat sur la réorganisation du ministère des Affaires étrangères le 6 juillet 1880 (1880)[277]
- Discours dans un banquet offert à M de Freycinet à Montauban (19 août 1880)[278]
- Sénat. Discours prononcé par M. C de Freycinet au Sénat (décrets du 29 mars sur les congrégations), le 15 novembre 1880 (1880)[36]
- Sénat. Discours prononcé par M. C. de Freycinet au Sénat, le 27 juillet 1881 (1881)[279]
- Année scolaire 1880-1881. École Monge... Distribution des prix présidée par M. de Freycinet... le 31 juillet 1881 (1881)[280]
- Discours prononcé par M. C. de Freycinet devant la Chambre des députés. Séance du 6 février 1882. Discussion d'une interpellation de MM. Granet et Lockroy (1882)[281]
- Discours prononcé par M. de Freycinet devant la Chambre des députés. Séance du 23 février 1882. Discussion de l'interpellation sur les affaires d'Égypte (1882)[282]
- Discours prononcé par M. de Freycinet devant la Chambre des députés. Séance du 23 février 1882. Discussion de l'interpellation sur les affaires de Tunis (1882)[283]
- Discours prononcé par M. de Freycinet au Sénat durant la séance du 31 février 1882 sur la situation en Tunisie (1882)[284].
- Discours prononcé dans la séance de la Chambre des députés du 11 mai 1882 sur la crise égyptienne (1882)[285]
- Discours prononcé dans la séance de la Chambre des députés du 29 juillet 1882 sur les évènements d'Égypte (1882)[286]
- Sénat. Discours prononcé par M. de Freycinet. Séance du 18 juillet 1883. Discussion du projet de loi relatif à l'artillerie de forteresse (1883)[287]
- Sénat. Discours prononcé par M. de Freycinet, séance du 15 novembre 1883. Discussion des conventions provisoires avec les compagnies de chemins de fer (1883)[288]
- Sénat. Discours prononcé par M. de Freycinet, séance du 20 décembre 1883. Discussion sur les projets de loi portant ouverture de crédits pour le Tonkin (1883)[289]
- Sénat. Discours prononcé par M. de Freycinet, séance du 21 janvier 1884. Discussion du projet de loi portant fixation du budget extraordinaire (1884)[290]
- Rapport au Président de la République française sur l'organisation du protectorat en Tunisie, le 23 juin 1885 (1885)[80]
- Rapport au président de la République pour le renvoi de deux ministres plénipotentiaires MM Charles-Alfred Roy de Puyfontaine et Tony Cont le 24 octobre 1885[102].
- Résultats de l'application de la méthode pour prévenir la rage après morsure par M Louis Pasteur suivis des observations de MM Jurien de la Gravière, Vulpian et de Freycinet (1886)[291]
- Discours de Montpellier (1er octobre 1886)[292]
- Note sur certaines définitions de Mécanique et sur les unités en vigueur (14 novembre 1887)[293]
- Discours pronpncé à l'occasion de l'inauguration d'un monument en l'honneur de Gambetta (13 juillet 1888)[294]
- Funérailles de l'amiral Benjamin Jaurès, discours de Charles de Freycinet, ministre de la Guerre en mars 1889 (1889)[295]
- Funérailles de M. Faidherbe... le mardi 1er octobre 1889, discours de M. Barbier de Meynard... et de M. de Freycinet (1889)[296]
- Discours de réception à l'Académie française de Charles de Freycinet succédant à M. Emile Augier (10 décembre 1891)[297]
- Une Armée dans les neiges. Journal d'un volontaire du corps franc des Vosges (campagne de l'Est 1870-1871) (Ardouin-Dumazet, avec une lettre-préface de M. de Freycinet) (1894)[298]
- Rapport de M de Freycinet dans le cadre de l'attribution du prix Montyon sur l'ouvrage de M. Boutin « Nouvelle évaluation des revenus fonciers des propriétés non bâties de la France » (1894)[299]
- Essai sur la philosophie des sciences (1896)[300]
- Rapport de M de Freycinet sur l'ouvrage présenté par M Baudran « Influence du logement sur la santé des habitants des petites villes et des communes rurales du département de l'Oise » (1896)[301]
- Rapport de M de Freycinet sur le travail de M le Dr Baudran, intitulé : « De l'habitation dans le département de l'Oise » (1898)[302]
- Les planètes télescopiques : application de la théorie de Laplace (1900)[303]
- Notes sur les planètes télescopiques (30 avril et 19 novembre 1900)[304],[305]
- Sur les principes de la mécanique rationnelle (1902)[306]
- Note accompagnant la présentation d'un ouvrage qu'il vient de publier « Sur les principes de la mécanique rationnelle » (7 avril 1902)[307]
- De l'expérience en géométrie (1903)[308]
- La Question d'Égypte (1905)[58],[309]
- Discours prononcés dans la séance publique... tenue pour la réception de M. Étienne Lamy, le 11 janvier 1906, par MM. É. Lamy et C. de Freycinet... ; Institut de France (1906)[310]
- Rapport d'ensemble fait au nom de la Commission du prix Montyon (Statistique), par M de Freycinet, Président (1910)[311]
- Rapport d'ensemble fait au nom de la Commission du prix Montyon (Statistique), par M de Freycinet, Président (1912)[312]
- Rapport de M de Freycinet sur l'Essai statistique sur la morbidité atmosphérique, par M Tholon, médecin-major au 64e régiment d'infanterie, à Saint-Nazaire (1913)[313]
- Souvenirs (1848-1893) (1913)[314],[315]
- « La discipline » dans La Grande guerre par les grands écrivains (1915)[316]
- « La formation de l'Alliance franco-russe » dans La Grande guerre par les grands écrivains (1916)[317],[318]
- Discours à Ville d'Avray à une cérémonie en l'honneur de Gambetta (21 mai 1916)[183]
- « Gambetta » dans La Grande guerre par les grands écrivains (1916)[173],[319]

## Projets de loi
Les projets de loi défendus par Charles de Freycinet catalogués par la Bibliothèque nationale de France sont accessibles ici.